# Profilrestauranger
Profilrestauranger AB ingår i Ligulakoncernen och består av sju restauranger i Sverige.

## Restauranger

### Göteborg
- Restaurang Trädgårn
- ETT

### Malmö
- Rådhuskällaren

### Solna
- Haga Forum

### Stockholm
- Dramatenrestaurangerna Frippe & Pauli
- Skansens Restauranger